# Арандаспіс
Арандаспіс (Arandaspis, у перекладі з лат. — «щит з Аранди») — вимерлий рід безщелепних рибоподібних істот, що жили в епоху середнього ордовицького періоду, тобто приблизно 465—455 млн років тому (у деяких джерелах вказується дещо інший період — з 478,6 до 460,9 млн років до н. е.) Є найстарішим з відомих хребетних і найдавнішим з відомих безщелепних, чий скелет було знайдено зовсім цілим.

## Відкриття

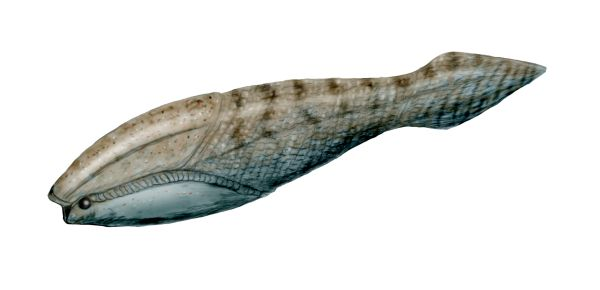
Реконструкція зовнішнього вигляду арандаспіса

В 1959 р. у районі австралійського містечка Аліс-Спрингс в піщаних відкладеннях древнього мілководного моря було виявлено головний щит і пластини представника гетеростраків, довжина якого сягала 12—14 см (або 6 дюймів з невеликим). Його почали називати арандаспісом за назвою племені аборигенів, яке жило близько тих місць, де сталося відкриття.
Рештки арандаспісів знаходять в Австралії, де зараз в цілому є чотири колекції решток цієї істоти.

## Загальний опис

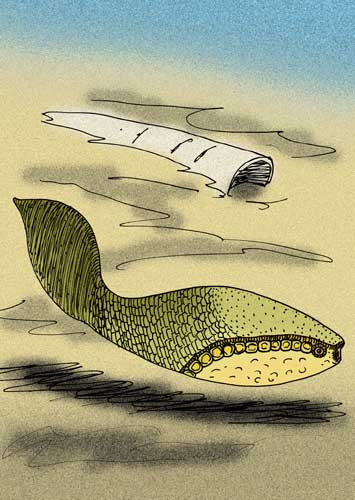
Arandaspis prionotolepis

Арандаспіс є одним з найвідоміших ордовицьких рибоподібних, хоча його зовнішній вигляд, звичайно, не такий, яким його можна чекати. Тіло арандаспіса було довгим і важким, з одним-єдиним плавцем в задній частині тіла. Арандаспіс не був дуже потужним, або, навпаки, дуже витонченим і вмілим плавцем — може бути, він пересувався за допомогою стрімких, але невеликих хвилястих рухів тіла з боку в бік, тобто приблизно як сучасні пуголовки. У арандаспіса було два своєрідних «щити», що складалися з тонкої кістки, при цьому нижній щит був товщим і жорсткішим, ніж верхній. Це служило тілу опорою і, можливо, також захистом, однак такого роду пристосуваннями було захищено не все тіло, а лише його передня частина — наприклад, очі й зябра залишалися абсолютно вразливими. Сам же панцир досягав у довжину 5—6 см.
Морфологія його хвоста то тулуба невідома. Ймовірно, був фільтратором, відфільтровуючи з води суспензії та харчові частинки. Порівняння з іншими ранніми остракодермами свідчать про відсутність парних плавців і просту форму хвостового плавця, хоча інший арандаспіс — Sacabambaspis — мав хвіст, що складався з дорсальної та вентральної перетинок і видовженої хордової долі.

## Спосіб життя
До раціону арандаспіса, ймовірно, входили набагато більш дрібні морські організми. Проте, ротовий отвір його був спрямований більше вниз, тому також існує припущення, що це була придонна тварина, що харчується мікроорганізмами або органічними рештками, які воно відціджувало з мулу. Арандаспіса прийнято вважати безщелепною рибою, але, тим не менш, є можливість того, що у нього, як і в інших гетеростраків, малася пара спеціальних пластин, якими він міг рухати як губами, підбираючи частинки їжі з дна.

## Виноски
1. 1 2 3 4  Arandaspis (англ.). prehistoric-wildlife.com. Архів оригіналу за 23 жовтня 2013. Процитовано 19 жовтня 2013. {{cite web}}: Зовнішнє посилання в |publisher= (довідка)
2. 1 2 3  Bob Strauss. Arandaspis (англ.). dinosaurs.about.com (About.com Guide). Архів оригіналу за 23 жовтня 2013. Процитовано 19 жовтня 2013. {{cite web}}: Зовнішнє посилання в |publisher= (довідка) [Архівовано 2013-10-23 у Wayback Machine.]
3. 1 2 3 4 5 6   Я познаю мир: История жизни на Земле / Отв. Пинталь Т. Ю. — М.: Изд-во АСТ, 2004. — 512 с. — isbn = 5-17-024940-3
4. 1 2   [Архівовано 8 березня 2016 у Wayback Machine.] Paleobiology Database: Arandaspis publisher fossilworks.org [Архівовано 31 липня 2014 у Wayback Machine.] accessdate = 2013-10-19
5. ↑   The Marshall Illustrated Encyclopedia of Dinosaurs and Prehistoric Animals / Ed. Palmer D. — London : Marshall Editions, 1999. — 23 p. isbn 1-84028-152-9
6. 1 2  Ritchie, Alexander; Gilbert-Tomlinson, Joyce (1977-01). First Ordovician vertebrates from the Southern Hemisphere. Alcheringa: An Australasian Journal of Palaeontology (англ.). Т. 1, № 4. с. 351—368. doi:10.1080/03115517708527770. ISSN 0311-5518. Процитовано 21 листопада 2023.
7. ↑  Pradel, Alan; Sansom, Ivan. J; Gagnier, Pierre-Yves; Cespedes, Ricardo; Janvier, Philippe (22 лютого 2007). The tail of the Ordovician fish Sacabambaspis. Biology Letters (англ.). Т. 3, № 1. с. 73—76. doi:10.1098/rsbl.2006.0557. ISSN 1744-9561. PMC 2373808. PMID 17443969. Процитовано 21 листопада 2023.{{cite news}}:  Обслуговування CS1: Сторінки з PMC з іншим форматом (посилання)